# Don Diamond
Donald Alan (Don) Diamond (4 juni 1921 – 19 juni 2011) was een Amerikaans radio-, film en televisieacteur. Hij speelde enkele bekende rollen. Zo speelde hij Crazy Cat in F Troop, Corporal Reyes in de Disney-serie van Zorro en nog enkele andere rollen. 
Diamond speelde vaak Mexicaanse rollen of westernrollen. Zijn vader, Benjamin Diamond, verhuisde in 1906 met zijn ouders vanuit Rusland naar de Verenigde Staten. Daar leverde hij dienst in het Amerikaans leger in de Eerste Wereldoorlog. Na de oorlog werd hij een kledingverkoper. Benjamin en Ruth Diamond hadden naast Don nog een andere zoon, genaamd Neal. Deze was drie jaar jonger dan Don. 
Don Diamond studeerde drama aan de University of Michigan en kreeg een Bachelor diploma in 1942. Hij lijfde zich bij de luchtmacht van de Verenigde Staten in waar hij een commissie kreeg. Hij leerde Spaans spreken in New Mexico gedurende de Tweede Wereldoorlog. Na zijn ontslag als eerste luitenant in 1946 werd hij acteur. 
Don Diamond overleed op 19 juni 2011 op weg naar het ziekenhuis. Hij kreeg een hartaanval. Diamond was 15 dagen eerder net 90 jaar geworden. Met zijn dood was er geen enkele hoofdacteur meer uit de Disney-serie van Zorro (1957-1959) die nog leeft. Diamond overleefde de anderen, namelijk Guy Williams, Gene Sheldon, George J. Lewis en Henry Calvin. Diamond liet een vrouw en drie dochters na.